# Agmatina
Agmatinaou (4-aminobutil)guanidina é uma aminoguanidina. Foi descoberta em 1910 pelo laureado com o Nobel Albrecht Kossel. É um composto natural comum sintetizado pela decarboxilação do aminoácido arginina, por conseguinte, também conhecido como arginina descarboxilada.